# Bitka kod Štimlja
Bitka kod Štimlja je bila 18. srpnja 1831. godine u mjestu Štimlje na Kosovu između snaga Velikog bosanskog ustanka i snaga Otomanskog carstva. Poznat je po tome što je na Kosovo Husein-kapetan Gradaščević došao s 25.000 vojnika, i zatražio od Velikog vezira upravnu autonomiju i obustavu reformi u Bosni, obećanje da će vezir u Bosni ubuduće biti bosanski beg ili kapetan. Bitka se završila pobjedom snaga Velikog bosanskog ustanka.